# Solpuga truncata
Solpuga truncata är en spindeldjursart som först beskrevs av Lawrence 1968.  Solpuga truncata ingår i släktet Solpuga och familjen Solpugidae. Inga underarter finns listade i Catalogue of Life.